# Teletirreno
TeleTirreno è stata un'emittente televisiva italiana a carattere locale e multiregionale.

## Storia
Il canale, visibile inizialmente in analogico e poi in digitale terrestre, ha un segnale in grado di far giungere le proprie trasmissioni via etere in tutta la Toscana. L'emittente televisiva è stata inoltre fruibile gratuitamente via multiplex con il nome Tirreno Channel e via satellite sulla flotta Hot Bird con il nome Maremma Channel, alla posizione numero 834 della piattaforma Sky Italia e 85 di Tivùsat. 
Il palinsesto televisivo vede finestre giornaliere di informazione che vanno in onda in diverse fasce orarie della giornata, con alcune repliche notturne e spazi di informazione e notizie suddivise in aree tematiche (politica, cronaca, cultura, eventi e sport). Vi sono anche finestre con le previsioni del tempo elaborate dal Consorzio LaMMA, che generalmente seguono o precedono i vari notiziari. Il primo direttore dell'emittente è stato il collaboratore RAI Giancarlo Capecchi.
Nel settembre 2011, ancor prima della scadenza del bando per le assegnazioni delle frequenze, l'emittente al tempo gestita dall'editore Barbagli ha comunicato ai propri dipendenti la decisione di cessare l'attività iniziando a notificare licenziamenti collettivi, concludendo la messa in onda nel 2012 con il definito spegnimento del mux di Teleradio Center a Monteriggioni.
L'attività, in continuità editoriale e giornalistica, è ripresa nel 2018 sotto forma di syndication televisiva con programmi e collaborazioni dalla Riviera di Levante alla costa tirrenica siciliana, coinvolgendo realtà editoriali in Liguria, Toscana, Lazio, Campania, Calabria, Sicilia e Sardegna.